# بیرینجی شیخ‌لی
بیرینجی شیخ‌لی (به لاتین: Birinci Şıxlı) یک منطقه مسکونی در جمهوری آذربایجان است که در شهرستان قزاق واقع شده است. بیرینجی شیخ‌لی ۳۱۷۷ نفر جمعیت دارد.